# Márcia Ferreira
Márcia Ferreira (nome artístico de Márcia Aparecida Ferreira Gouveia; (Belo Horizonte, 26 de fevereiro de 1958) é uma cantora brasileira. Márcia Ferreira começou a cantar ainda criança e sempre acompanhava o pai, Mendes Ferreira, que era locutor esportivo. Aos cinco anos de idade, Márcia e a família se mudaram de Belo Horizonte para Pouso Alegre, onde ela começou a cantar nos bailes da cidade. Depois a família se mudou para o Rio de Janeiro, onde Mendes Ferreira era locutor na Rádio Globo. Márcia Ferreira morou no Rio de Janeiro até os 15 anos de idade. Em 1976, Márcia se mudou para Brasília, onde realizou-se profissionalmente como comunicadora e cantora.

## Chorando se foi
Márcia Ferreira e José Ary são os adaptadores  da versão em português da música boliviana "Llorando Se Fue" (Ulisses Hermosa e Gonzalo Hermosa) para o ritmo brasileiro de lambada. A versão que a banda franco-brasileira Kaoma gravou em 1989 era inautorizada, cujos direitos autorais pertenciam à Marcia Ferreira. Durante um processo judicial ocorrido na Justiça da França, movido pela EMI Songs e Márcia Ferreira, os direitos autorais da cantora foram reconhecidos e os produtores da banda Kaoma foram obrigados a indenizar os verdadeiros autores da canção.
Márcia Ferreira teve ganho de causa, em audiência realizada em Paris, na França, no dia 7 de março de 1991. É muito importante que fique bem claro que os músicos da banda Kaoma não tiveram culpa alguma pelo processo, os condenados pela justiça francesa foram os produtores da banda, Olivier Lorsac (Olivier Lamotte d`Incamps) e Jean Karacos (Jean Georgakarakos). Os músicos do Kaoma eram contratados dos empresários franceses.
Quando passava férias em Porto Seguro, em 1988, Olivier Lorsac conheceu a música "Chorando Se Foi", de Márcia Ferreira, gravada em 1986. De volta a Paris, Olivier Lorsac arrumou o pseudônimo de Chico de Oliveira e registrou em cartório uma versão inautorizada da canção, a qual passou a se chamar "Lambada".
Os empresários franceses também fizeram contratos com a gravadora Continental e lançaram na Europa e noutras partes do mundo os discos de lambada que faziam sucesso no Brasil, entre eles: Márcia Ferreira, Beto Barbosa, Alípio Martins, Chiclete com Banana, Banda Mel, Banda Reflexu's, Betto Dougllas, etc. Esses lançamentos serviram de preaquecimento ao estouro do surgimento da Banda Kaoma, lançada em Paris, em junho de 1989.
Em Brasília, Márcia Ferreira iniciou-se como comunicadora na Rádio Nacional da Amazônia, cuja programação era especialmente voltada à Amazônia Legal. Márcia foi a primeira pessoa a falar nos transmissores de maior potência da América Latina, sendo assim, sua voz de locutora ficou conhecida por muitos anos também no Nordeste e Fernando de Noronha. Márcia Ferreira contribuiu com diversos projetos do governo federal à agricultura na Amazônia. Seu enorme sucesso no rádio contribuiu também à sua carreira de cantora.
Em 1983, Márcia Ferreira gravou seu primeiro disco, um LP pela gravadora Continental. Em 1986, ela e José Ary fizeram a versão em português de Chorando Se Foi, a qual lhe rendeu disco de ouro. Em 1990, o disco de Márcia Ferreira foi tocado em todo Brasil. Na época, os discos de vários cantores de lambada foram lançados na Europa e noutras partes do mundo. Assim, Márcia Ferreira teve seus discos vendidos no Brasil e também na Europa. Em 1992 lançou mais um disco pela Continental. Em 2010 lançou um novo trabalho.

## A Rainha daLambada
Márcia Ferreira foi uma das responsáveis pelo sucesso da lambada na década de 1980. Com Chorando se foi, música gravada em 1986, conquistou o país e vendeu mais milhões de cópias de seus discos. A cantora alcançou também enorme popularidade como comunicadora da Rádio Nacional da Amazônia e foi a comunicadora predileta dos garimpeiros da Serra Pelada, no Pará. O sucesso de Márcia Ferreira na Rádio Nacional da Amazônia era tanto que a mesma recebeu diversos títulos na Amazônia, entre eles o de "Madrinha dos Garimpeiros da Serra Pelada". No Brasil, Márcia Ferreira ficou conhecida como a Rainha da Lambada.
Em 1990, todas as músicas do seu disco tocaram nas rádios, principalmente "Você Ganhou de Mim", "Volta pro Teu Lugar". Na televisão, Marcia Ferreira se apresentou muitas vezes no SBT e Bandeirantes. O apresentador e empresário Sílvio Santos sempre deu muito apoio à carreira de Márcia Ferreira, tanto que de vez em quando a cantora aparece cantando nas noites de domingo no SBT. Atualmente a cantora e radialista continua fazendo shows por todo o Brasil. Também é comunicadora da Rádio Estúdio Brasil, emissora sediada em Brasília, cuja programação é retransmitida para todo o Brasil. Márcia Ferreira fez shows em todos os Estados brasileiros e também se apresentou na França e Colômbia.

## Prêmios e homenagens
Márcia Ferreira recebeu várias Condecorações de Estado, no Acre e Tocantins. Também recebeu homenagens oficiais da cidade de Parintins, no Amazonas.
Entre os prêmios, ganhou um disco de ouro pela alta vendagem do disco gravado pela Continental em 1986, com a música "Chorando se Foi". O disco alcançou vendagens expressivas no Norte e Nordeste. Antes de ser cantora, foi apresentadora de TV e de rádio. Recebeu também muitos traféus pelo grande sucesso de suas músicas tocadas em rádios de todo o Brasil.